# مدرسة سيدة الجمهور
مدرسة سيدة الجمهور (بالفرنسية: Collège Notre Dame de Jamhour)‏ هي مدرسة ثانوية تأسست في 1843، في لبنان.